# Петър Коемджиев
Петър Стоянов Коемджиев е български просветен деец от Източна Македония.

## Биография
Коемджиев е роден в 1858 година в неврокопското село Либяхово, тогава в Османската империя в семейството на Стоян, коемджия (златар), бежанец от Костурско, и либяховката Мехалина (Миля). Петър учи в Либяхово, а след това вероятно в Сяр. Работи като учител. Марко Янков Маламишев, Георги Гърнев и Коемджиев са основните дейци на просветното дело в Либяхово през последните десетилетия на XIX век. Същевременно Коемджиев пее в църквата. В учебната 1879/80 година преподава в първо отделение на Борис Сарафов. След едногодишно прекъсване Петър Коемджиев отново е учител в Либяхово от есента на 1881 година до лятото на 1884 година. Негов ученик по това време е Кръстьо Сарафов. След ново прекъсване, учителства отново в Либяхово от 1887 до 1890 година. В Либяхово Коемджиев е сред основните водачи на българската партия, която отхвърля гръцкия език от училището и църквата. За тази си дейност е арестуван от османските власти и затворен в Неврокоп.
Коемджиев се жени в Либяхово, но жена му почива млада и в 1890 година той заминава за Света гора, където две години е учител.
След Света гора пътува до Александрия, Цариград и Румъния. В 1897 година се установява в свободна България и става учител в Панагюрско. Жени се втори път и се установява в София, където отваря малка книжарница и пее в църквата „Свети Спас“. В 1910 година се мести в Самоков, където преподава църковно пеене в Американския колеж. Връща се в София в 1920 година. Крие у дома си племенника си комунист Иван Георгиев Коюмджиев.
Умира в София през март 1926 година.